# Die Geheimnisse von Lissabon
Die Geheimnisse von Lissabon ist ein portugiesisch-französischer Spielfilm des chilenischen Regisseurs Raúl Ruiz aus dem Jahr 2010. Auch eine sechsteilige Fernsehserie wurde daraus produziert.
Der Film basiert auf der gleichnamigen Erzählung des portugiesischen Schriftstellers Camilo Castelo Branco (1825–1890).

## Handlung
Der Waisenjunge Pedro lebt Anfang des 19. Jahrhunderts in einem freudlosen katholischen Internat in Lissabon. Er weiß nichts über seine Herkunft und hat nicht mal einen Nachnamen. Eines Tages gesteht ihm Internatsleiter Pater Dinis, dass seine Mutter lebt und die Gräfin (port.: Condessa) Ângela de Lima ist. Auf der Suche nach seinen Wurzeln gerät Pedro in die familiären Verstrickungen seiner unterdrückten Mutter und damit in die intrigante Welt der Adligen und Aristokraten.

## Produktion
Der Film des europäischen Autorenfilms wurde zwischen Oktober 2009 und Januar 2010 in Óbidos, im Kreis Sintra und an anderen Drehorten um die portugiesische Hauptstadt Lissabon herum gedreht. Die Produktionskosten beliefen sich auf etwa 2,5 Millionen Dollar. Allein in den USA spielte der Film über eine Million Dollar an den Kinokassen ein.
Er erschien danach als sechsteilige Fernsehserie, nun auch in deutschsprachiger Synchronisation des Senders Arte.
Als Hauptdarsteller und in Nebenrollen sind eine Reihe bekannter Schauspieler des Portugiesischen Kinos und des Französischen Films zu sehen, darunter der renommierte portugiesische Charakterdarsteller Adriano Luz und die Schauspielerinnen Maria João Bastos aus Portugal und Clotilde Hesme aus Frankreich.

## Rezeption
Der Film feierte am 12. September 2010 beim Toronto International Film Festival Premiere. Er wurde von der Kritik überwiegend sehr positiv aufgenommen, insbesondere für seine starken Bilder, die detailgetreuen Kulissen und Kostüme, und die schauspielerischen Leistungen erhielt er Lob.
Das Werk lief auf einer Reihe Filmfestivals, etwa dem New York Film Festival 2010 oder dem Torino Film Festival. Er erhielt dabei eine Reihe Auszeichnungen, etwa die Silberne Muschel für die Beste Regie beim Internationalen Filmfestival von San Sebastian oder eine Nominierung als Bester Ausländischer Film bei den London Critics’ Circle Film Awards. Er wurde u. a. als Bester Film mit dem Louis-Delluc-Preis und als Bester fremdsprachiger Film bei den Satellite Awards 2011 in Los Angeles ausgezeichnet und gewann beim São Paulo International Film Festival den Preis für die beste Regie.
2012 wurde der Film bzw. die Fernsehserie in mehreren Ländern als DVD und Blu-ray veröffentlicht, auch in Deutschland.